# Pianale Renault-Nissan CMF
Il Common Module Family (CMF) è un pianale per automobili, progettato dall'alleanza Renault-Nissan-Mitsubishi e utilizzato a partire dal 2013 per la realizzazione di numerosi modelli appartenenti al gruppo franco-nipponico.

## Caratteristiche
Questo pianale nasce per sostituire i precedenti pianali B e C, dai quali si differenzia essenzialmente per la sua architettura modulare che ne consente l'allungamento e/o l'allargamento in base alle esigenze dei progettisti e alle specifiche progettuali di ogni vettura in fase di progettazione. La sua natura modulare consente inoltre di risparmiare fino al 40% sui costi di progettazione e sviluppo, garantendo quindi da una parte ulteriori margini di guadagno e dall'altra la possibilità di realizzare vetture dai costi concorrenziali.
Ogni singolo pianale è costituito in pratica da cinque tipologie di moduli aggregati fra loro a comporre gli apparati elettronici e meccanici di ogni vettura. Questi cinque moduli, intercambiabili fra loro, sono: la zona anteriore dedicata al vano motore, quella anteriore destinata al sottoscocca, il sottoscocca posteriore, l'impianto elettrico/elettronico e la componentistica per la guida (sterzo, freni, ecc). In generale, questi pianali prevedono un avantreno di tipo MacPherson e un retrotreno a ruote interconnesse, con sterzo a cremagliera, servosterzo elettrico e freni a disco, anche se proprio per quanto riguarda l'impianto frenante vi sono alcune eccezioni limitate a modelli particolarmente economici. Lo schema meccanico previsto è in ogni caso del tipo a motore anteriore trasversale, trazione anteriore. 

### Versioni
In generale, il pianale CMF viene suddiviso a seconda delle sue applicazioni in varie categorie di utilizzo: il pianale siglato CMF-A viene utilizzato per vetture appunto di segmento A, mentre i pianali CMF-B vengono utilizzati per vetture di segmento B e Il pianale CMF C/D per le vetture dei segmenti superiori. Quest'ultima variante è stata la prima a debuttare, nel 2013, seguita nel 2015 dalla CMF-A, a cui fece seguito la CMF-B del 2019. Nel corso dello stesso anno è inoltre stata introdotta una variante CMF-EV destinata a fungere da base meccanica per le vetture a trazione elettrica. Ognuna di queste sottocategorie di pianali comprende a sua volta altre suddivisioni a seconda della loro complessità, e quindi dell'economia di realizzazione, il che prevede l'utilizzo di una sottovariante rispetto ad un'altra a seconda che si tratti, per esempio, di un modello low-cost o non. 

### Costruttori coinvolti
Oltre alla Renault e alla Nissan, storicamente legate fra loro da stretti accordi di collaborazione (la formazione del gruppo Renault-Nissan risale al 1999), sono coinvolti nell'utilizzo di questo pianale anche altri costruttori. Già dal 2013, anno di introduzione dei primi modelli basati sul pianale CMF, cominciarono le trattative con la Mitsubishi, che portarono nel 2016 all'ingresso di quest'ultima all'interno della nuova alleanza Renault-Nissan-Mitsubishi. A partire dal 2017, poi, la cinese Dongfeng Motor Corporation entra nel capitale del gruppo rilevando ben il 50% del pacchetto azionario  ed acquisendo quindi il diritto ad usufruire anch'essa dei pianali CMF. Infine non va dimenticata la joint-venture fra il gruppo franco-nipponico e la tedesca Daimler AG, una collaborazione siglata già nel 2010, quindi prima ancora della nascita dei primi pianali CMF, ma in base alla quale hanno visto la luce anche alcuni modelli marchiati Mercedes-Benz.

### Veicoli basati sul pianale CMF
| Versione del pianale | Caratteristiche | Modello                          | Immagine | Produzione | Carrozzeria                           | Assemblaggio                                                                      |
| -------------------- | --- | -------------------------------- | -------- | ---------- | ------------------------------------- | --------------------------------------------------------------------------------- |
| CMF-A                | Variante economica utilizzata per modelli low-cost da destinare a Paesi in via di sviluppo, con impianto frenante misto (dischi anteriori e tamburi posteriori). | Renault Kwid                     |          | dal 2015   | Citycar                               | Chennai (India)                                                                   |
| CMF-A                | Variante economica utilizzata per modelli low-cost da destinare a Paesi in via di sviluppo, con impianto frenante misto (dischi anteriori e tamburi posteriori). | Datsun redi-Go                   |          | dal 2016   | Citycar                               | Chennai (India)                                                                   |
| CMF-A EV             | Variante derivata dal pianale CMF-A, ma adattata e predisposta per fungere da base unicamente per vetture elettriche di fascia bassa. È una delle poche varianti a montare ancora l'impianto frenante misto.                                                                                           | Renault City K-ZE                |          | dal 2019   | Crossover SUV                         | Shiyan (Cina)                                                                     |
| CMF-A EV             | Variante derivata dal pianale CMF-A, ma adattata e predisposta per fungere da base unicamente per vetture elettriche di fascia bassa. È una delle poche varianti a montare ancora l'impianto frenante misto.                                                                                           | Dacia Spring                     |          | dal 2021   | Crossover SUV                         | Shiyan (Cina)                                                                     |
| CMF-A EV             | Variante derivata dal pianale CMF-A, ma adattata e predisposta per fungere da base unicamente per vetture elettriche di fascia bassa. È una delle poche varianti a montare ancora l'impianto frenante misto.                                                                                           | Dongfeng Aeolus EX1              |          | dal 2019   | Crossover SUV                         | Shiyan (Cina)                                                                     |
| CMF-A+               | Variante a passo allungato del pianale CMF-A. L'allungamento del passo varia a seconda dei modelli e l'impianto frenante è sempre di tipo misto. | Renault Kiger                    |          | dal 2020   | Crossover SUV                         | Chennai (India)                                                                   |
| CMF-A+               | Variante a passo allungato del pianale CMF-A. L'allungamento del passo varia a seconda dei modelli e l'impianto frenante è sempre di tipo misto. | Renault Triber                   |          | dal 2019   | Multispazio                           | Chennai (India)                                                                   |
| CMF-A+               | Variante a passo allungato del pianale CMF-A. L'allungamento del passo varia a seconda dei modelli e l'impianto frenante è sempre di tipo misto. | Nissan Magnite                   |          | dal 2020   | Crossover SUV                         | Chennai (India)                                                                   |
| CMF-B LS             | Variante destinata ai modelli low-cost di segmento B, quindi di fascia superiore rispetto ai modelli realizzati sulla base del pianale CMF-A e derivati. Anche il pianale CMF-B LS (dove la sigla LS sta per "low specifications", ossia specifiche di basso livello) monta l'impianto frenante misto. | Renault Taliant                  |          | dal 2021   | Berlina 3 volumi                      | Mioveni (Romania) Casablanca (Marocco)                                            |
| CMF-B LS             | Variante destinata ai modelli low-cost di segmento B, quindi di fascia superiore rispetto ai modelli realizzati sulla base del pianale CMF-A e derivati. Anche il pianale CMF-B LS (dove la sigla LS sta per "low specifications", ossia specifiche di basso livello) monta l'impianto frenante misto. | Dacia Logan                      |          | dal 2020   | Berlina 3 volumi                      | Mioveni (Romania) Casablanca (Marocco)                                            |
| CMF-B LS             | Variante destinata ai modelli low-cost di segmento B, quindi di fascia superiore rispetto ai modelli realizzati sulla base del pianale CMF-A e derivati. Anche il pianale CMF-B LS (dove la sigla LS sta per "low specifications", ossia specifiche di basso livello) monta l'impianto frenante misto. | Dacia Sandero III                |          | dal 2020   | Berlina 2 volumi                      | Mioveni (Romania) Casablanca e Tangeri (Marocco)                                  |
| CMF-B LS             | Variante destinata ai modelli low-cost di segmento B, quindi di fascia superiore rispetto ai modelli realizzati sulla base del pianale CMF-A e derivati. Anche il pianale CMF-B LS (dove la sigla LS sta per "low specifications", ossia specifiche di basso livello) monta l'impianto frenante misto. | Dacia Jogger                     |          | dal 2021   | Multispazio                           | Mioveni (Romania)                                                                 |
| CMF-B LS             | Variante destinata ai modelli low-cost di segmento B, quindi di fascia superiore rispetto ai modelli realizzati sulla base del pianale CMF-A e derivati. Anche il pianale CMF-B LS (dove la sigla LS sta per "low specifications", ossia specifiche di basso livello) monta l'impianto frenante misto. | Renault Clio V                   |          | dal 2019   | Berlina 2 volumi, station wagon       | Bursa (Turchia) Novo mesto (Slovenia) Orano (Algeria)                             |
| CMF-B LS             | Variante destinata ai modelli low-cost di segmento B, quindi di fascia superiore rispetto ai modelli realizzati sulla base del pianale CMF-A e derivati. Anche il pianale CMF-B LS (dove la sigla LS sta per "low specifications", ossia specifiche di basso livello) monta l'impianto frenante misto. | Mitsubishi Colt VII              |          | dal 2023   | Berlina 2 volumi                      | Bursa (Turchia)                                                                   |
| CMF-B LS             | Variante destinata ai modelli low-cost di segmento B, quindi di fascia superiore rispetto ai modelli realizzati sulla base del pianale CMF-A e derivati. Anche il pianale CMF-B LS (dove la sigla LS sta per "low specifications", ossia specifiche di basso livello) monta l'impianto frenante misto. | Renault Captur II                |          | dal 2019   | Crossover SUV                         | Valladolid (Spagna) Wuhan (Cina)                                                  |
| CMF-B LS             | Variante destinata ai modelli low-cost di segmento B, quindi di fascia superiore rispetto ai modelli realizzati sulla base del pianale CMF-A e derivati. Anche il pianale CMF-B LS (dove la sigla LS sta per "low specifications", ossia specifiche di basso livello) monta l'impianto frenante misto. | Mitsubishi ASX II                |          | dal 2023   | Crossover SUV                         | Valladolid (Spagna)                                                               |
| CMF-B LS             | Variante destinata ai modelli low-cost di segmento B, quindi di fascia superiore rispetto ai modelli realizzati sulla base del pianale CMF-A e derivati. Anche il pianale CMF-B LS (dove la sigla LS sta per "low specifications", ossia specifiche di basso livello) monta l'impianto frenante misto. | Renault Symbioz                  |          | dal 2024   | Crossover SUV                         | Valladolid (Spagna)                                                               |
| CMF-B LS             | Variante destinata ai modelli low-cost di segmento B, quindi di fascia superiore rispetto ai modelli realizzati sulla base del pianale CMF-A e derivati. Anche il pianale CMF-B LS (dove la sigla LS sta per "low specifications", ossia specifiche di basso livello) monta l'impianto frenante misto. | Mitsubishi Grandis               |          | dal 2025   | Crossover SUV                         | Valladolid (Spagna)                                                               |
| CMF-B LS             | Variante destinata ai modelli low-cost di segmento B, quindi di fascia superiore rispetto ai modelli realizzati sulla base del pianale CMF-A e derivati. Anche il pianale CMF-B LS (dove la sigla LS sta per "low specifications", ossia specifiche di basso livello) monta l'impianto frenante misto. | Dacia Bigster                    |          | dal 2024   | Crossover SUV                         | Mioveni (Romania)                                                                 |
| CMF-B HS             | Variante destinata a modelli di segmento B non low-cost, la sigla HS sta per "high specifications", ossia specifiche di alto livello con impianto frenante che prevede dischi autoventilanti all'avantreno e a dischi pieni al retrotreno .                                                            | Renault Arkana (modello europeo) |          | dal 2020   | Crossover SUV                         | Gangseo, Busan (Corea del Sud)                                                    |
| CMF-B HS             | Variante destinata a modelli di segmento B non low-cost, la sigla HS sta per "high specifications", ossia specifiche di alto livello con impianto frenante che prevede dischi autoventilanti all'avantreno e a dischi pieni al retrotreno .                                                            | Nissan Juke II                   |          | dal 2019   | Crossover SUV                         | Sunderland (Regno Unito)                                                          |
| CMF-B HS             | Variante destinata a modelli di segmento B non low-cost, la sigla HS sta per "high specifications", ossia specifiche di alto livello con impianto frenante che prevede dischi autoventilanti all'avantreno e a dischi pieni al retrotreno .                                                            | Nissan Note III                  |          | dal 2020   | Monovolume                            | Yokosuka (Giappone)                                                               |
| CMF-C/D              | Variante destinata a modelli di segmento C e segmento D, quindi di dimensioni maggiori rispetto alle varianti precedenti, e con le stesse soluzioni del pianale CMF-B relative a sospensioni e impianto frenante.                                                                                      | Renault Mégane IV                |          | dal 2016   | Berlina a 2 o 3 volumi, station wagon | Bursa (Turchia) Palencia (Spagna)                                                 |
| CMF-C/D              | Variante destinata a modelli di segmento C e segmento D, quindi di dimensioni maggiori rispetto alle varianti precedenti, e con le stesse soluzioni del pianale CMF-B relative a sospensioni e impianto frenante.                                                                                      | Renault Talisman                 |          | 2015-22    | Berlina 3 volumi, station wagon       | Douai (Francia) Gangseo, Busan (Corea del Sud)                                    |
| CMF-C/D              | Variante destinata a modelli di segmento C e segmento D, quindi di dimensioni maggiori rispetto alle varianti precedenti, e con le stesse soluzioni del pianale CMF-B relative a sospensioni e impianto frenante.                                                                                      | Renault Kangoo III               |          | dal 2021   | Multispazio, furgone                  | Maubeuge (Francia)                                                                |
| CMF-C/D              | Variante destinata a modelli di segmento C e segmento D, quindi di dimensioni maggiori rispetto alle varianti precedenti, e con le stesse soluzioni del pianale CMF-B relative a sospensioni e impianto frenante.                                                                                      | Renault Scénic IV                |          | dal 2016   | Monovolume                            | Douai (Francia)                                                                   |
| CMF-C/D              | Variante destinata a modelli di segmento C e segmento D, quindi di dimensioni maggiori rispetto alle varianti precedenti, e con le stesse soluzioni del pianale CMF-B relative a sospensioni e impianto frenante.                                                                                      | Renault Espace V                 |          | dal 2015   | Crossover                             | Douai (Francia)                                                                   |
| CMF-C/D              | Variante destinata a modelli di segmento C e segmento D, quindi di dimensioni maggiori rispetto alle varianti precedenti, e con le stesse soluzioni del pianale CMF-B relative a sospensioni e impianto frenante.                                                                                      | Renault Kadjar                   |          | dal 2015   | SUV                                   | Palencia (Spagna) Wuhan (Cina)                                                    |
| CMF-C/D              | Variante destinata a modelli di segmento C e segmento D, quindi di dimensioni maggiori rispetto alle varianti precedenti, e con le stesse soluzioni del pianale CMF-B relative a sospensioni e impianto frenante.                                                                                      | Renault Austral                  |          | dal 2022   | SUV                                   | Palencia (Spagna)                                                                 |
| CMF-C/D              | Variante destinata a modelli di segmento C e segmento D, quindi di dimensioni maggiori rispetto alle varianti precedenti, e con le stesse soluzioni del pianale CMF-B relative a sospensioni e impianto frenante.                                                                                      | Renault Koleos II                |          | dal 2016   | SUV                                   | Gangseo, Busan (Corea del Sud) Wuhan (Cina)                                       |
| CMF-C/D              | Variante destinata a modelli di segmento C e segmento D, quindi di dimensioni maggiori rispetto alle varianti precedenti, e con le stesse soluzioni del pianale CMF-B relative a sospensioni e impianto frenante.                                                                                      | Nissan Pulsar                    |          | dal 2014   | berlina 2 volumi                      | Barcellona (Spagna) Canton (Cina) Iževsk (Russia)                                 |
| CMF-C/D              | Variante destinata a modelli di segmento C e segmento D, quindi di dimensioni maggiori rispetto alle varianti precedenti, e con le stesse soluzioni del pianale CMF-B relative a sospensioni e impianto frenante.                                                                                      | Nissan Sentra                    |          | dal 2019   | Berlina fastback                      | Canton (Cina) Aguascalientes (Messico) Miaoli (Taiwan)                            |
| CMF-C/D              | Variante destinata a modelli di segmento C e segmento D, quindi di dimensioni maggiori rispetto alle varianti precedenti, e con le stesse soluzioni del pianale CMF-B relative a sospensioni e impianto frenante.                                                                                      | Nissan Townstar                  |          | dal 2021   | Multispazio, furgone                  | Maubeuge (Francia)                                                                |
| CMF-C/D              | Variante destinata a modelli di segmento C e segmento D, quindi di dimensioni maggiori rispetto alle varianti precedenti, e con le stesse soluzioni del pianale CMF-B relative a sospensioni e impianto frenante.                                                                                      | Nissan Qashqai II                |          | dal 2013   | Crossover                             | Sunderland (Regno Unito) Wuhan (Cina) Fukuoka (Giappone) San Pietroburgo (Russia) |
| CMF-C/D              | Variante destinata a modelli di segmento C e segmento D, quindi di dimensioni maggiori rispetto alle varianti precedenti, e con le stesse soluzioni del pianale CMF-B relative a sospensioni e impianto frenante.                                                                                      | Nissan Qashqai III               |          | dal 2021   | Crossover                             | Sunderland (Regno Unito)                                                          |
| CMF-C/D              | Variante destinata a modelli di segmento C e segmento D, quindi di dimensioni maggiori rispetto alle varianti precedenti, e con le stesse soluzioni del pianale CMF-B relative a sospensioni e impianto frenante.                                                                                      | Nissan X-Trail III               |          | 2013-20    | SUV                                   | Sunderland (Regno Unito) Wuhan (Cina) Fukuoka (Giappone) San Pietroburgo (Russia) |
| CMF-C/D              | Variante destinata a modelli di segmento C e segmento D, quindi di dimensioni maggiori rispetto alle varianti precedenti, e con le stesse soluzioni del pianale CMF-B relative a sospensioni e impianto frenante.                                                                                      | Nissan X-Trail IV                |          | dal 2020   | SUV                                   | Zhengzhou (Cina) Fukuoka (Giappone) Smyrna (Stati Uniti)                          |
| CMF-C/D              | Variante destinata a modelli di segmento C e segmento D, quindi di dimensioni maggiori rispetto alle varianti precedenti, e con le stesse soluzioni del pianale CMF-B relative a sospensioni e impianto frenante.                                                                                      | Mitsubishi Outlander             |          | dal 2021   | SUV                                   | Okazaki (Giappone)                                                                |
| CMF-C/D              | Variante destinata a modelli di segmento C e segmento D, quindi di dimensioni maggiori rispetto alle varianti precedenti, e con le stesse soluzioni del pianale CMF-B relative a sospensioni e impianto frenante.                                                                                      | Mercedes-Benz Citan W420         |          | dal 2021   | Multispazio, furgone                  | Maubeuge (Francia)                                                                |
| CMF-EV               | Variante derivata dal pianale CMF-C/D, ma modificata per essere utilizzata come base meccanica per le sole autovetture elettriche. | Nissan Ariya                     |          | dal 2021   | Crossover                             | Kaminokawa (Giappone)                                                             |
| CMF-EV               | Variante derivata dal pianale CMF-C/D, ma modificata per essere utilizzata come base meccanica per le sole autovetture elettriche. | Renault Mégane E-Tech Electric   |          | dal 2021   | Crossover                             | Douai (Francia)                                                                   |
| CMF-EV               | Variante derivata dal pianale CMF-C/D, ma modificata per essere utilizzata come base meccanica per le sole autovetture elettriche. | Renault Scénic E-Tech Electric   |          | dal 2023   | Crossover SUV                         | Douai (Francia)                                                                   |
| AmpR Small           | Variante derivata dal pianale CMF-EV, ma modificata e per essere utilizzata come base autovetture più piccole | Renault 5 E-Tech Electric        |          | dal 2024   | utilitaria                            | Douai (Francia)                                                                   |
| AmpR Small           | Variante derivata dal pianale CMF-EV, ma modificata e per essere utilizzata come base autovetture più piccole | Renault 4 E-Tech Electric        |          | dal 2024   | SUV                                   | Maubeuge (Francia)                                                                |